# Le Policier des bibliothèques
Le Policier des bibliothèques (titre original : The Library Policeman) est un roman court de Stephen King publié dans le recueil Minuit 4, paru en septembre 1990. 

## Résumé
Ayant emprunté deux livres à la bibliothèque municipale, l'agent d'assurances Sam Peebles s'est vu avertir par Ardelia Lortz, la bibliothécaire, de les rendre à temps s'il ne voulait pas avoir affaire avec la police des bibliothèques. Cet avertissement fait resurgir en lui un traumatisme lié à l'enfance et sa peur s'accroît quand il ne retrouve pas les livres empruntés au moment de les rendre. Il apprend par son assistante Naomi que la bibliothécaire à qui il a parlé est en fait morte depuis des années mais elle refuse de lui en dire plus.
Peebles mène son enquête et finit par apprendre toute l'histoire par Dave Duncan, un sans domicile fixe. Duncan était l'amant de la jeune bibliothécaire Ardelia Lortz dans les années 1960 et celle-ci, qui n'est en fait pas un être humain mais une sorte de vampire psychique, l'a forcé à être son complice dans son activité : se nourrir de la peur des enfants. Ardelia a fini par tuer deux enfants ainsi qu'un policier et s'est fait passer pour morte. Désormais de retour, elle terrorise Peebles avec le policier des bibliothèques, une incarnation d'elle-même, et cherche un hôte à infecter.
Peebles arrive à vaincre sa peur en se rappelant du souvenir occulté d'où elle provient : un pédophile l'avait violé quand il était enfant et l'avait forcé au silence en se faisant passer pour un policier des bibliothèques. Il affronte Ardelia dans la bibliothèque avec l'aide de Naomi et de Duncan, qui y perd la vie, et arrive à la vaincre. Peebles réalise quelques jours plus tard qu'Ardelia sous sa forme de parasite a commencé à infecter Naomi et il l'en débarrasse avant de l'éliminer définitivement.

## Genèse
Il existe, aux États-Unis une légende urbaine qui veut que, lorsqu'un enfant a oublié de rapporter ses livres à la bibliothèque, un policier des bibliothèques vient chez lui pour lui réclamer une amende et le sermonner. Ce croque-mitaine a été créé pour persuader les enfants de faire attention aux livres prêtés par les bibliothèques. Ce récit de Stephen King a été écrit après que son fils Owen a refusé d’aller à la bibliothèque, effrayé à l’idée de rendre un livre en retard. L’écrivain s’est emparé de l’idée et s’est demandé ce qui pourrait se passer si l’on perd le livre que l’on a emprunté.

## Accueil
Pour Michael R. Collings, le texte est un « excellent travail court » de King qui « met en parallèle une terreur psychique avec une terreur plus sombre, plus profonde, issue de la vie réelle ». Stephen Spignesi la considère comme la meilleure des quatre histoires de Minuit, mettant en avant son côté « percutant » et considérant que le personnage d'Ardelia « fait partie des méchants les plus effrayants » de l'univers de King. À l'inverse, Thomas Day, écrivant pour Bifrost, évoque un récit « dilué à l'extrême » et peu convaincant « qui commence comme une comédie, continue en histoire d'horreur classique et finit en romance ».